# Ibatia fiebrigii
Ibatia fiebrigii är en oleanderväxtart som först beskrevs av Rudolf Schlechter, och fick sitt nu gällande namn av Morillo. Ibatia fiebrigii ingår i släktet Ibatia och familjen oleanderväxter. Inga underarter finns listade i Catalogue of Life.